# アンドレ・ペルジアニ
アンドレ・ペルジアニ（André Persiany、1927年11月19日 - 2004年1月2日）は、フランスのジャズ・ピアニスト。パリ出身。
ペルジアニは子供の頃に父親からヴァイオリンとピアノを教えられ、1945年までに自分のアンサンブルを結成した。1947年にヒューバート・フォルとレイモンド・フォルと共に「ビバップ・ミンストレルズ」のメンバーとなり、その後、ミシェル・アテヌー、エディ・バーナード、ビル・コールマン、バック・クレイトン、レイモンド・フォンセーク、ライオネル・ハンプトン、ギィ・ラフィット、メズ・メズロウ、トニー・プロトーと共演した。
1950年代半ばにニューヨークに移り、バードランド・クラブで演奏し、ジョナ・ジョーンズと幅広く仕事をした。1969年にはパリに戻り、1970年から1988年まで、ル・ファステンバーグのピアニストとしてレジデンシーを務めた。1970年代の彼の関わった団体には、キャット・アンダーソン、ミルト・バックナー、エディ・チャンブリー、アーネット・コブ、アル・グレイ、バッド・ジョンソン、チャーリー・シェイヴァースが含まれていた。
ペルジアニの息子ステファン・ペルジアニは、ダブルベース奏者となった。

## ディスコグラフィ

### リーダー・アルバム
- In New-York/Impressions of New-York (1956年、Columbia)
- Les Classiques Du Jazz (1956年、Columbia) ※with ギィ・ラフィット、ポール・リヴィア、テディ・マーティン
- Skin Tight And Cymbal Wise! (1958年、Columbia) ※with ヴィック・ディッケンソン、タフト・ジョーダン、アーヴェル・ショウ、バッド・ジョンソン、ジョージ・バーグ、ガス・ジョンソン
- "Les Classiques Du Jazz" Vol. 2 (1958年、Columbia) ※with ギィ・ラフィット
- Joue Count Basie (1958年、Columbia)
- Requiem Pour Un Chat (1973年、Gold N' White) ※with ミルト・バックナー
- The Real Me (1976年、Black And Blue)
- Every Night At Furstemberg (1977年、Open) ※with ローランド・ロブリジョワ、ロジャー・パラボスキ
- Fiddle No End (1978年、Black And Blue)
- 『アズ・タイム・ゴーズ・バイ』 - As Time Goes By (1980年、Black And Blue)
- Pianistically Yours (1982年、Black And Blue) ※with ミルト・バックナー
- Out Of This World (1985年、Black And Blue) ※with ステファン・ペルジアニ、パトリック・レモ
- Skyliner (1994年、Djaz)
- Starlight Souvenirs (1996年、Night & Day)